# Балканска бойна група
Балканската бойна група е военна част на Европейския съюз, сформирана в началото на 2007 година.
Тя включва подразделения от Гърция, България, Румъния и Кипър. По-късно към групата се присъединява и Украйна. Има полкова структура и личен състав от 1500 души, по-голямата част от които от гръцката и българската армии.
Официално е активирана след период на активни учения между 1 юли и 31 декември 2007.